# Абесинова Наталія Петрівна
Ната́лія Петрівна Абеси́нова (*22 липня 1938 — †29 березня 1998) — українська архітекторка.

## Життєпис
Народилася 22 липня 1938 року в Москві, столиці СРСР.
У 1937 році, під час сталінських репресій, батька Наталії розстріляли, а її разом із матір'ю — відправили на багаторічне заслання.
Після Другої світової війни — жила в Києві.
У 1958 році — закінчила Київський художній інститут. 
Із 1959 року — працювала в Київському Науково-дослідному і проектному інституті містобудування. 
У 1987 році — створила й очолила Об'єднання ландшафтних архітекторів України. 
Наукові праці присвячені ландшафтному мистецтву (парки, сади, зелені масиви, палацово-паркові комплекси), збереженню і захисту природи. 
Найбільше уваги приділяла паркам у Софіївці, Олександрії і Качанівці.
Померла 29 березня 1998 року в Києві.

### 1960-ті
- Благоустройство промышленных территорий // Строительство и архитектура. — 1964. — № 7. — С. 20-21.
- Оборудование детских площадок // Строительство и архитектура. — 1965. — № 2. — С. 14-15.
- Благоустройство и озеленение территорий химических предприятий // Строительство и архитектура. — 1967. — № 12. — С. 36-38.

### 1970-ті
- Принципы благоустройства крупных химических комплексов // Строительство и архитектура. — 1970. — № 1. — С. 25-29.
- Показательный парк Салгирка // Строительство и архитектура. — 1972. — №11. — С. 18-21.
- К вопросу консервации старинных парков // Природная среда города: Научный сборник. — К., 1973
- Ландшафтная реконструкция городских садов и парков / Соавтор. Бондарь Ю.А., Никитина Е.Н. – К.: НИИП градостроительства, 1974. — 84 с.
- Новая книга о благоустройстве промышленных предприятий // Строительство и архитектура. — 1974. — №6. — С. 29.
- Смотр работ по ландшафтной архитектуре // Строительство и архитектура. — 1975. — №7. — С. 40.
- Виды реконструкции городских парков // Природная среда города: Научный сборник. — К., 1976
- Виды реконструкции городских парков // Ландшафтная архитектура. — Киев:КиевНИИП градостроительства, 1976. — С. 41-51.
- По Чехословакии // Строительство и архитектура. — 1976. — №12. — С. 36-37.
- Практика проектирования общегородских парков Днепропетровска // Строительство и архитектура. — 1977. — №12. — С. 18-22.
- Перспективы развития зон отдыха // Строительство и архитектура. — 1978. – № 5. — С. 32-33.

### 1980-ті
- Методические рекомендации по архитектурно-планировочной организации мест загородного кратковременного отдыха / Госгражданстрой, Науч.-исслед. и проектн. ин-т градостр-ва; редкол.: Н.П. Абесинова и др. — К.: КиевНИИП градостроительства, 1980. — 74 с.
- Пути совершенствования городской среды // Строительство и архитектура. — 1981. – № 6. — С. 10.
- Парки на неудобных и нарушенных территориях // Строительство и архитектура. — 1981. — № 11. — С. 23-25.
- Ландшафтная реконструкция городских садов и парков / Соавтор. Бондарь Ю.А., Никитина Е.Н., Сахаров А.Ф. — К.: Будівельник, 1982. — 60 с.
- Опыт, заслуживающий уважения // Строительство и архитектура. — 1984. – № 8. — С. 23-24.
- Социально-экономические проблемы градостроительства: сборник научных трудов / Госгражданстрой, Зонал. науч.-исслед. и проект. ин-т типового и эксперимент. проектирования жилых и обществ. зданий (Киев); ред. кол. Е.Е. Клюшниченко (гл. ред.), Л.И. Белова, Н.П. Абесинова. — К.: КиевЗНИИЭП, 1987. — 99 с.
- Проблемы архитектурно-ландшафтной организации города // Строительство и архитектура. — 1987. — № 9. — С. 12-13.
- Сады на службе мира // Строительство и архитектура. — 1987. — № 11. — С. 17.
- Методические рекомендации по снижению уровня теплопотерь при планировке и застройке городов с учётом климатических условий / КиевНИИП градостроительства; ред. кол. Е.Е. Клюшниченко, Г.И. Фильваров, Н.П. Абесинова. — К.: КиевНИИП градостроительства, 1988. — 64 с.
- Методические рекомендации по составлению десятилетнего плана развития комплексных зелёных зон городов и посёлков городского типа Украинской ССР на 1991-2000 гг. / КиевНИИП градостроительства; ред. кол. Е.Е. Клюшниченко, Я.Л. Садовенко, Н.П. Абесинова. — К.: КиевНИИП градостроительства, 1988. — 62 с.
- Методические рекомендации по формированию и упорядочению промышленнопроизводственных зон городов УССР / КиевНИИП градостроительства; ред. кол. Е.Е. Клюшниченко, Г.И. Фильваров, Н.П. Абесинова. — К.: КиевНИИП градостроительства, 1988. — 56 с.
- ОЛАУ — объединение ландшафтных архитекторов Украины // Строительство и архитектура. — 1988. — № 8. — С. 23.
- ЮКБ: Регулировать уровень урбанизации // Строительство и архитектура. — 1989. — № 1. — С. 18.
- Исторические парки Крыма // Архитектура СССР. — 1989. — №1. — С. 69-71.
- Трудный путь к совершенству: Критический взгляд на практику ландшафтного проектирования и строительство // Строительство и архитектура. — 1989. — № 9. — С. 5-7.

### 1990-ті
- Творческие встречи профессионалов // Строительство и архитектура. — 1990. — № 1. — С. 28.
- Міське середовище у небезпеці // Архітектура України. — 1991. — № 3. — С. 17-20.
- Північні зустрічі: Міжнародний симпозіум на теплоході «Михайло Ломоносов» // Архітектура України. — 1991. — № 6. — С. 34-35.
- Професійні контакти тривають // Архітектура України. — 1992. — № 1. — С. 48-49.
- Подих творчої свободи // Архітектура України. — 1992. — № 2. — С. 10-18.
- Не перериваючи традицій: Чого ми можемо навчитись у англійців // Архітектура України. — 1992. — № 3. — С. 25-30.
- Свет украинских храмов Радослава Жука // Архитектура, строительство, дизайн. — 1998. — № 1.